# Stonychota angustula
Stonychota angustula är en fjärilsart som beskrevs av Turner 1941. Stonychota angustula ingår i släktet Stonychota och familjen nattflyn. Inga underarter finns listade i Catalogue of Life.